# Echestratos
Echestratos (altgriechisch Ἐχέστρατος Echéstratos) ist in der griechischen Mythologie der Sohn des Agis I. und der dritte König von Sparta aus dem Haus der Agiaden.
Echestratos führte Krieg gegen die Kynoureer, die Nachfahren des Kynouros, und verbannte alle waffenfähigen Männer, da diese immer wieder Beutezüge in das verbündete Argolische Land machten.
Nach Hieronymus regierte er 35 Jahre. Der Excerpta Latina Barbari schreibt ihm 34 Regierungsjahre zu. Nach seinem Tod bestieg sein Sohn Labotas den Thron.